# 1. liga 2013-2014
La 1. liga 2013-2014 è stata la 21ª edizione del massimo campionato ceco di calcio. La stagione è iniziata il 17 luglio 2013 ed è terminata il 31 maggio 2014. Lo Sparta Praga ha vinto il titolo per la dodicesima volta nella sua storia.

## Formula
Le 16 squadre iscritte si affrontano in un girone di andata e ritorno, per un totale di 30 giornate.
La squadra campione della Repubblica Ceca è ammessa al secondo turno di qualificazione della UEFA Champions League 2013-2014.

La seconda e la terza classificate sono ammesse rispettivamente al terzo e al secondo turno di qualificazione della UEFA Europa League 2013-2014.
Le ultime due classificate retrocedono direttamente in Druhá liga.

## Squadre partecipanti
| Club             | Città              | Stadio                           | Posizione 2012-2013            |
| ---------------- | ------------------ | -------------------------------- | ------------------------------ |
| Baník Ostrava    | Ostrava            | Bazaly                           | 14º posto                      |
| Dukla Praga      | Praga              | Stadio Juliska                   | 6º posto                       |
| Bohemians 1905   | Praga              | Stadio Ďolíček                   | 2º posto Druhá liga            |
| Jablonec         | Jablonec nad Nisou | Chance Arena                     | 4º posto                       |
| Mladá Boleslav   | Mladá Boleslav     | Stadio Municipale                | 8º posto                       |
| Příbram          | Příbram            | Na Litavce                       | 11º posto                      |
| Sigma Olomouc    | Olomouc            | Andrův stadion                   | 5º posto                       |
| Slavia Praga     | Praga              | Stadion Eden                     | 7º posto                       |
| Slovácko         | Uherské Hradiště   | Stadio Miroslav Valenty          | 9º posto                       |
| Slovan Liberec   | Liberec            | Stadion u Nisy                   | 3º posto                       |
| Sparta Praga     | Praga              | Generali Arena                   | 2º posto                       |
| Teplice          | Teplice            | Na Stínadlech                    | 12º posto                      |
| Viktoria Plzeň   | Plzeň              | Stadio Municipale                | Campione della Repubblica Ceca |
| Vysočina Jihlava | Jihlava            | Stadion v Jiráskově ulici        | 10º posto                      |
| Zbrojovka Brno   | Brno               | Městský fotbalový stadion Srbská | 13º posto                      |
| Znojmo           | Znojmo             | Městský park                     | Vincitore della Druhá liga     |

## Classifica
|                      | Pos. | Squadra          | Pt | G  | V  | N  | P  | GF | GS | DR  |
| -------------------- | ---- | ---------------- | -- | -- | -- | -- | -- | -- | -- | --- |
| Rep. Ceca (bandiera) | 1.   | Sparta Praga     | 79 | 30 | 25 | 4  | 1  | 78 | 19 | +59 |
|                      | 2.   | Viktoria Plzeň   | 66 | 30 | 19 | 9  | 2  | 64 | 21 | +43 |
|                      | 3.   | Mladá Boleslav   | 50 | 30 | 14 | 8  | 8  | 54 | 38 | +16 |
|                      | 4.   | Slovan Liberec   | 48 | 30 | 14 | 6  | 10 | 37 | 46 | -9  |
|                      | 5.   | Teplice          | 46 | 30 | 13 | 7  | 10 | 51 | 35 | +16 |
|                      | 6.   | Slovácko         | 40 | 30 | 11 | 7  | 12 | 43 | 40 | +3  |
|                      | 7.   | Dukla Praga      | 38 | 30 | 10 | 8  | 12 | 35 | 37 | -2  |
|                      | 8.   | Vysočina Jihlava | 37 | 30 | 10 | 7  | 13 | 45 | 50 | -5  |
|                      | 9.   | Zbrojovka Brno   | 37 | 30 | 10 | 7  | 13 | 32 | 42 | -10 |
|                      | 10.  | Baník Ostrava    | 35 | 30 | 8  | 11 | 11 | 33 | 43 | -10 |
|                      | 11.  | Jablonec         | 34 | 30 | 9  | 7  | 14 | 43 | 53 | -10 |
|                      | 12.  | Příbram          | 34 | 30 | 9  | 7  | 14 | 34 | 49 | -15 |
|                      | 13.  | Bohemians 1905   | 30 | 30 | 7  | 9  | 14 | 26 | 40 | -14 |
|                      | 14.  | Slavia Praga     | 30 | 30 | 8  | 6  | 16 | 24 | 51 | -27 |
|                      | 15.  | Sigma Olomouc    | 29 | 30 | 7  | 8  | 15 | 42 | 60 | -18 |
|                      | 16.  | Znojmo           | 27 | 30 | 6  | 9  | 15 | 32 | 49 | -17 |

Legenda:

      Campione della Repubblica Ceca e ammessa alla UEFA Champions League 2014-2015

      Ammesse alla UEFA Europa League 2014-2015

      Retrocesse in Druhá liga 2014-2015

## Risultati
|                  | Ban  | Boh  | Duk  | Jab  | Mla  | Pří  | Sig  | Sla  | Svk  | SLi  | Spa  | Tep  | VPl  | VJi  | Zbr  | Zno  |
| ---------------- | ---- | ---- | ---- | ---- | ---- | ---- | ---- | ---- | ---- | ---- | ---- | ---- | ---- | ---- | ---- | ---- |
| Baník Ostrava    | –––– | 1-3  | 2-0  | 0-4  | 2-1  | 1-1  | 1-1  | 2-0  | 0-1  | 3-0  | 1-1  | 0-0  | 1-2  | 3-1  | 2-1  | 1-1  |
| Bohemians 1905   | 0-0  | –––– | 3-2  | 0-1  | 1-1  | 2-0  | 0-2  | 0-1  | 1-1  | 1-0  | 1-2  | 3-1  | 0-0  | 0-0  | 1-1  | 2-0  |
| Dukla Praga      | 1-0  | 1-1  | –––– | 1-1  | 1-1  | 1-1  | 4-0  | 0-1  | 1-1  | 0-1  | 1-3  | 3-1  | 0-3  | 0-3  | 2-1  | 1-1  |
| Jablonec         | 1-0  | 1-2  | 1-4  | –––– | 1-1  | 6-0  | 2-1  | 2-1  | 2-1  | 0-2  | 2-3  | 1-1  | 2-2  | 3-0  | 0-0  | 5-5  |
| Mladá Boleslav   | 4-0  | 1-0  | 1-0  | 3-2  | –––– | 1-1  | 2-2  | 3-1  | 2-0  | 4-0  | 0-4  | 1-0  | 1-2  | 3-1  | 5-2  | 5-1  |
| Příbram          | 4-0  | 1-0  | 0-2  | 3-0  | 3-1  | –––– | 3-2  | 0-0  | 3-2  | 3-1  | 0-1  | 0-4  | 2-4  | 5-0  | 2-1  | 1-1  |
| Sigma Olomouc    | 2-3  | 2-1  | 1-2  | 0-1  | 1-1  | 0-0  | –––– | 5-1  | 2-2  | 1-2  | 1-1  | 2-2  | 1-2  | 4-3  | 2-0  | 2-0  |
| Slavia Praga     | 1-1  | 1-0  | 2-1  | 0-0  | 0-4  | 3-0  | 2-3  | –––– | 1-1  | 2-1  | 0-2  | 0-7  | 0-2  | 1-2  | 0-0  | 2-1  |
| Slovácko         | 2-2  | 1-0  | 0-1  | 1-0  | 0-2  | 1-1  | 3-1  | 3-0  | –––– | 4-2  | 0-1  | 0-2  | 1-3  | 2-1  | 5-0  | 2-0  |
| Slovan Liberec   | 3-2  | 1-0  | 0-1  | 3-0  | 2-2  | 1-0  | 1-1  | 2-1  | 2-1  | –––– | 1-1  | 2-1  | 1-1  | 1-0  | 1-0  | 0-0  |
| Sparta Praga     | 4-1  | 2-1  | 3-0  | 2-1  | 4-1  | 4-0  | 5-0  | 3-0  | 4-1  | 4-1  | –––– | 2-0  | 1-0  | 4-1  | 4-0  | 3-0  |
| Teplice          | 0-0  | 5-1  | 2-1  | 3-1  | 0-1  | 1-0  | 4-0  | 1-0  | 3-2  | 1-1  | 3-1  | –––– | 1-0  | 4-2  | 0-1  | 1-3  |
| Viktoria Plzeň   | 4-0  | 5-0  | 0-0  | 6-1  | 2-0  | 2-0  | 3-2  | 1-1  | 0-0  | 6-0  | 0-0  | 3-0  | –––– | 1-1  | 1-1  | 3-2  |
| Vysočina Jihlava | 0-0  | 1-1  | 1-1  | 3-2  | 2-1  | 3-0  | 5-0  | 2-1  | 2-1  | 2-3  | 1-4  | 1-1  | 1-2  | –––– | 2-1  | 4-0  |
| Zbrojovka Brno   | 0-0  | 5-1  | 2-1  | 1-0  | 1-1  | 1-0  | 2-0  | 2-0  | 0-2  | 0-1  | 1-3  | 3-2  | 1-3  | 1-0  | –––– | 2-0  |
| Znojmo           | 0-4  | 0-0  | 0-2  | 4-0  | 2-0  | 3-0  | 2-1  | 0-1  | 1-2  | 4-1  | 0-2  | 0-0  | 0-1  | 0-0  | 1-1  | –––– |

## Classifica marcatori
| Gol |  |  | Giocatore        | Squadra          |
| --- |  |  | ---------------- | ---------------- |
| 18  |  |  | Josef Hušbauer   | Sparta Praga     |
| 16  |  |  | David Lafata     | Sparta Praga     |
| 16  |  |  | Zbyněk Pospěch   | Dukla Praga      |
| 14  |  |  | Francis Litsingi | Teplice          |
| 13  |  |  | Haris Harba      | Vysočina Jihlava |
| 12  |  |  | Jasmin Šćuk      | Mladá Boleslav   |
| 12  |  |  | Stanislav Tecl   | Viktoria Plzeň   |
| 10  |  |  | Milan Kerbr      | Slovácko         |
| 10  |  |  | Ajdin Mahmutović | Teplice          |
| 10  |  |  | Václav Vašíček   | Znojmo           |
| 9   |  |  | Martin Doležal   | Sigma Olomouc    |
| 9   |  |  | Martin Nešpor    | Mladá Boleslav   |
| 8   |  |  | Michal Hubník    | Jablonec         |
| 8   |  |  | Ladislav Krejčí  | Sparta Praga     |
| 8   |  |  | David Pavelka    | Slovan Liberec   |
| 8   |  |  | Tomáš Wágner     | Viktoria Plzeň   |

## Verdetti
- Campione della Repubblica Ceca:  Sparta Praga
- In UEFA Champions League 2014-2015:  Sparta Praga
- In UEFA Europa League 2014-2015:  Viktoria Plzeň,  Mladá Boleslav e  Slovan Liberec
- Retrocesse in Druhá liga:  Sigma Olomouc e  Znojmo